# Selección de fútbol sub-17 de Ecuador
La selección de fútbol sub-17 de Ecuador, también conocida como la selección infantil de fútbol de Ecuador, es el equipo que representa al país en la Copa Mundial de Fútbol Sub-17 y en el Campeonato Sudamericano Sub-17, y es controlada por la Federación Ecuatoriana de Fútbol.

Ha participado en 18 de las 19 ediciones del sudamericano. En 1995 fue la única edición en la que no participó, debido a que mantenía un conflicto limítrofe con Perú, sede del torneo. Aun así, la selección sub-17 ya estaba clasificada al mundial de la categoría por ser la anfitriona del certamen.  
La selección ecuatoriana sub-16 (hasta 1991) y sub-17 participó en seis ocasiones en el Mundial (sub-17), el mayor logro del equipo es llegar a cuartos de final en 1995 y 2015. El mayor logro del equipo en el Sudamericano Sub-17 ha sido el subcampeonato conseguido en el 2023. Además, esta categoría posee un título panamericano, cuando participaron por única vez en los juegos de Río de Janeiro 2007.

## Copa Mundial de Fútbol Sub-17
- Anteriormente a 1991, los mundiales se jugaban entre selecciones sub-16.

| Año   | Ronda            | Posición     | PJ           | PG           | PE           | PP           | GF           | GC           |              |
| ----- | ---------------- | ------------ | ------------ | ------------ | ------------ | ------------ | ------------ | ------------ | ------------ |
| 1985  | No clasificó     | No clasificó | No clasificó | No clasificó | No clasificó | No clasificó | No clasificó | No clasificó | No clasificó |
| 1987  | Fase de grupos   | 12º          | 3            | 1            | 0            | 2            | 1            | 2            |              |
| 1989  | No clasificó     | No clasificó | No clasificó | No clasificó | No clasificó | No clasificó | No clasificó | No clasificó | No clasificó |
| 1991  | No clasificó     | No clasificó | No clasificó | No clasificó | No clasificó | No clasificó | No clasificó | No clasificó | No clasificó |
| 1993  | No clasificó     | No clasificó | No clasificó | No clasificó | No clasificó | No clasificó | No clasificó | No clasificó | No clasificó |
| 1995  | Cuartos de final | 7º           | 4            | 1            | 1            | 2            | 4            | 5            |              |
| 1997  | No clasificó     | No clasificó | No clasificó | No clasificó | No clasificó | No clasificó | No clasificó | No clasificó | No clasificó |
| 1999  | No clasificó     | No clasificó | No clasificó | No clasificó | No clasificó | No clasificó | No clasificó | No clasificó | No clasificó |
| 2001  | No clasificó     | No clasificó | No clasificó | No clasificó | No clasificó | No clasificó | No clasificó | No clasificó | No clasificó |
| 2003  | No clasificó     | No clasificó | No clasificó | No clasificó | No clasificó | No clasificó | No clasificó | No clasificó | No clasificó |
| 2005  | No clasificó     | No clasificó | No clasificó | No clasificó | No clasificó | No clasificó | No clasificó | No clasificó | No clasificó |
| 2007  | No clasificó     | No clasificó | No clasificó | No clasificó | No clasificó | No clasificó | No clasificó | No clasificó | No clasificó |
| 2009  | No clasificó     | No clasificó | No clasificó | No clasificó | No clasificó | No clasificó | No clasificó | No clasificó | No clasificó |
| 2011  | Octavos de final | 9°           | 4            | 2            | 0            | 2            | 5            | 9            |              |
| 2013  | No clasificó     | No clasificó | No clasificó | No clasificó | No clasificó | No clasificó | No clasificó | No clasificó | No clasificó |
| 2015  | Cuartos de final | 5°           | 5            | 3            | 0            | 2            | 10           | 6            |              |
| 2017  | No clasificó     | No clasificó | No clasificó | No clasificó | No clasificó | No clasificó | No clasificó | No clasificó | No clasificó |
| 2019  | Octavos de final | 13°          | 4            | 2            | 0            | 2            | 7            | 7            |              |
| 2023  | Octavos de final | 14°          | 4            | 1            | 2            | 1            | 5            | 5            |              |
| 2025  | No clasificó     | No clasificó | No clasificó | No clasificó | No clasificó | No clasificó | No clasificó | No clasificó | No clasificó |
| Total | 6/20             | 18°          | 24           | 10           | 3            | 11           | 32           | 34           |              |

## Partidos de Ecuador en el Sudamericano Sub-17
La selección ecuatoriana sub-17 ha jugado 106 partidos en el campeonato sudamericano de su categoría. Ha ganado 34 partidos, ha empatado 25 partidos y ha perdido 47 partidos. Ha marcado 144 goles y ha recibido 169. Sus mejores resultados fueron un 5 a 0 ante Bolivia en el campeonato sudamericano de 1991 y un 5 a 0 ante Venezuela en el campeonato sudamericano de 1999.
|         |    | Rival     | Resultado | Resultado | * | Sede      | Año  |
| Ecuador | VS | Argentina | 0         | 4         | D | Argentina | 1985 |
| Ecuador | VS | Chile     | 4         | 0         | V | Argentina | 1985 |
| Ecuador | VS | Bolivia   | 2         | 3         | D | Argentina | 1985 |
| Ecuador | VS | Colombia  | 0         | 1         | D | Argentina | 1985 |
| Ecuador | VS | Uruguay   | 1         | 0         | V | Argentina | 1985 |
| Ecuador | VS | Brasil    | 0         | 2         | D | Argentina | 1985 |
| Ecuador | VS | Venezuela | 3         | 1         | V | Argentina | 1985 |
| Ecuador | VS | Perú      | 3         | 2         | V | Argentina | 1985 |
| Ecuador | VS | Brasil    | 0         | 0         | E | Perú      | 1986 |
| Ecuador | VS | Perú      | 1         | 0         | V | Perú      | 1986 |
| Ecuador | VS | Venezuela | 3         | 0         | V | Perú      | 1986 |
| Ecuador | VS | Chile     | 3         | 3         | E | Perú      | 1986 |
| Ecuador | VS | Argentina | 0         | 0         | E | Perú      | 1986 |
| Ecuador | VS | Brasil    | 1         | 1         | E | Perú      | 1986 |
| Ecuador | VS | Bolivia   | 2         | 2         | E | Perú      | 1986 |
| Ecuador | VS | Venezuela | 1         | 0         | V | Ecuador   | 1988 |
| Ecuador | VS | Paraguay  | 1         | 2         | D | Ecuador   | 1988 |
| Ecuador | VS | Chile     | 1         | 3         | D | Ecuador   | 1988 |
| Ecuador | VS | Brasil    | 0         | 1         | D | Ecuador   | 1988 |
| Ecuador | VS | Brasil    | 2         | 5         | D | Paraguay  | 1991 |
| Ecuador | VS | Colombia  | 1         | 2         | D | Paraguay  | 1991 |
| Ecuador | VS | Bolivia   | 5         | 0         | V | Paraguay  | 1991 |
| Ecuador | VS | Uruguay   | 1         | 1         | E | Paraguay  | 1991 |
| Ecuador | VS | Argentina | 0         | 2         | D | Colombia  | 1993 |
| Ecuador | VS | Perú      | 1         | 2         | D | Colombia  | 1993 |
| Ecuador | VS | Colombia  | 1         | 4         | D | Colombia  | 1993 |
| Ecuador | VS | Venezuela | 2         | 1         | V | Colombia  | 1993 |
| Ecuador | VS | Venezuela | 0         | 2         | D | Paraguay  | 1997 |
| Ecuador | VS | Paraguay  | 2         | 1         | V | Paraguay  | 1997 |
| Ecuador | VS | Argentina | 2         | 3         | D | Paraguay  | 1997 |
| Ecuador | VS | Perú      | 2         | 2         | E | Paraguay  | 1997 |
| Ecuador | VS | Argentina | 2         | 2         | E | Uruguay   | 1999 |
| Ecuador | VS | Uruguay   | 0         | 2         | D | Uruguay   | 1999 |
| Ecuador | VS | Perú      | 0         | 0         | E | Uruguay   | 1999 |
| Ecuador | VS | Venezuela | 5         | 0         | V | Uruguay   | 1999 |
| Ecuador | VS | Argentina | 0         | 2         | D | Perú      | 2001 |
| Ecuador | VS | Venezuela | 2         | 2         | E | Perú      | 2001 |
| Ecuador | VS | Uruguay   | 1         | 3         | D | Perú      | 2001 |
| Ecuador | VS | Perú      | 3         | 1         | V | Perú      | 2001 |
| Ecuador | VS | Brasil    | 0         | 2         | D | Bolivia   | 2003 |
| Ecuador | VS | Chile     | 2         | 1         | V | Bolivia   | 2003 |
| Ecuador | VS | Venezuela | 2         | 3         | D | Bolivia   | 2003 |
| Ecuador | VS | Uruguay   | 0         | 3         | D | Bolivia   | 2003 |
| Ecuador | VS | Paraguay  | 3         | 1         | V | Venezuela | 2005 |
| Ecuador | VS | Brasil    | 1         | 5         | D | Venezuela | 2005 |
| Ecuador | VS | Bolivia   | 3         | 1         | V | Venezuela | 2005 |
| Ecuador | VS | Venezuela | 5         | 1         | V | Venezuela | 2005 |
| Ecuador | VS | Uruguay   | 2         | 4         | D | Venezuela | 2005 |
| Ecuador | VS | Brasil    | 1         | 4         | D | Venezuela | 2005 |
| Ecuador | VS | Colombia  | 2         | 1         | V | Venezuela | 2005 |
| Ecuador | VS | Bolivia   | 0         | 1         | D | Ecuador   | 2007 |
| Ecuador | VS | Chile     | 1         | 0         | V | Ecuador   | 2007 |
| Ecuador | VS | Perú      | 0         | 0         | E | Ecuador   | 2007 |
| Ecuador | VS | Brasil    | 5         | 4         | V | Ecuador   | 2007 |
| Ecuador | VS | Colombia  | 1         | 2         | D | Ecuador   | 2007 |
| Ecuador | VS | Venezuela | 0         | 1         | D | Ecuador   | 2007 |
| Ecuador | VS | Argentina | 0         | 2         | D | Ecuador   | 2007 |
| Ecuador | VS | Perú      | 2         | 2         | E | Ecuador   | 2007 |
| Ecuador | VS | Brasil    | 2         | 5         | D | Ecuador   | 2007 |
| Ecuador | VS | Venezuela | 2         | 0         | V | Chile     | 2009 |
| Ecuador | VS | Argentina | 1         | 1         | E | Chile     | 2009 |
| Ecuador | VS | Chile     | 0         | 1         | D | Chile     | 2009 |
| Ecuador | VS | Uruguay   | 1         | 1         | E | Chile     | 2009 |
| Ecuador | VS | Colombia  | 0         | 3         | D | Chile     | 2009 |
| Ecuador | VS | Bolivia   | 1         | 4         | D | Chile     | 2009 |
| Ecuador | VS | Uruguay   | 1         | 3         | D | Chile     | 2009 |
| Ecuador | VS | Bolivia   | 2         | 1         | V | Ecuador   | 2011 |
| Ecuador | VS | Perú      | 1         | 1         | E | Ecuador   | 2011 |
| Ecuador | VS | Uruguay   | 1         | 0         | V | Ecuador   | 2011 |
| Ecuador | VS | Argentina | 0         | 2         | D | Ecuador   | 2011 |
| Ecuador | VS | Colombia  | 0         | 0         | E | Ecuador   | 2011 |
| Ecuador | VS | Paraguay  | 2         | 2         | E | Ecuador   | 2011 |
| Ecuador | VS | Brasil    | 1         | 3         | D | Ecuador   | 2011 |
| Ecuador | VS | Argentina | 2         | 1         | V | Ecuador   | 2011 |
| Ecuador | VS | Uruguay   | 1         | 1         | E | Ecuador   | 2011 |
| Ecuador | VS | Argentina | 2         | 0         | V | Argentina | 2013 |
| Ecuador | VS | Venezuela | 0         | 1         | D | Argentina | 2013 |
| Ecuador | VS | Colombia  | 0         | 0         | E | Argentina | 2013 |
| Ecuador | VS | Paraguay  | 0         | 3         | D | Argentina | 2013 |
| Ecuador | VS | Argentina | 2         | 1         | V | Paraguay  | 2015 |
| Ecuador | VS | Chile     | 4         | 1         | V | Paraguay  | 2015 |
| Ecuador | VS | Bolivia   | 4         | 0         | V | Paraguay  | 2015 |
| Ecuador | VS | Uruguay   | 0         | 1         | D | Paraguay  | 2015 |
| Ecuador | VS | Uruguay   | 1         | 0         | V | Paraguay  | 2015 |
| Ecuador | VS | Brasil    | 1         | 2         | D | Paraguay  | 2015 |
| Ecuador | VS | Paraguay  | 2         | 2         | E | Paraguay  | 2015 |
| Ecuador | VS | Colombia  | 2         | 1         | V | Paraguay  | 2015 |
| Ecuador | VS | Argentina | 0         | 0         | E | Paraguay  | 2015 |
| Ecuador | VS | Colombia  | 1         | 2         | D | Chile     | 2017 |
| Ecuador | VS | Uruguay   | 1         | 0         | V | Chile     | 2017 |
| Ecuador | VS | Bolivia   | 1         | 0         | V | Chile     | 2017 |
| Ecuador | VS | Chile     | 0         | 1         | D | Chile     | 2017 |
| Ecuador | VS | Colombia  | 1         | 2         | D | Chile     | 2017 |
| Ecuador | VS | Paraguay  | 2         | 2         | E | Chile     | 2017 |
| Ecuador | VS | Brasil    | 0         | 3         | D | Chile     | 2017 |
| Ecuador | VS | Chile     | 0         | 1         | D | Chile     | 2017 |
| Ecuador | VS | Venezuela | 2         | 4         | D | Chile     | 2017 |
| Ecuador | VS | Venezuela | 1         | 1         | E | Perú      | 2019 |
| Ecuador | VS | Bolivia   | 1         | 0         | V | Perú      | 2019 |
| Ecuador | VS | Chile     | 3         | 2         | V | Perú      | 2019 |
| Ecuador | VS | Perú      | 0         | 2         | D | Perú      | 2019 |
| Ecuador | VS | Chile     | 0         | 1         | D | Perú      | 2019 |
| Ecuador | VS | Paraguay  | 1         | 1         | E | Perú      | 2019 |
| Ecuador | VS | Uruguay   | 1         | 4         | D | Perú      | 2019 |
| Ecuador | VS | Perú      | 1         | 1         | E | Perú      | 2019 |
| Ecuador | VS | Argentina | 4         | 1         | V | Perú      | 2019 |

- V = victoria, E = empate, D = derrota

## Última convocatoria
- Se muestran los convocados de la selección para el Campeonato Sudamericano de Fútbol Sub-17 de 2025.[1][2]

| N.º | Nombre             | Posición      | Edad    | Club                         |
| --- | ------------------ | ------------- | ------- | ---------------------------- |
| --  | Miguel Peralta     | Portero       | 16 años | Independiente del Valle      |
| --  | Mijaíl Vaca        | Portero       | 15 años | El Nacional                  |
| --  | Gaikler Angulo     | Portero       | 16 años | Independiente del Valle      |
| --  | Virgilio Olaya     | Defensa       | 17 años | S. D. Aucas                  |
| --  | Deinner Ordóñez    | Defensa       | 15 años | Independiente del Valle      |
| --  | Fricio Caicedo     | Defensa       | 16 años | Liga Deportiva Universitaria |
| --  | Adrián Cuadrado    | Defensa       | 16 años | F. C. Barcelona Cadete "A"   |
| --  | Jordan Mejía       | Defensa       | 16 años | Elche C. F.                  |
| --  | Darío Castillo     | Defensa       | 17 años | Barcelona S. C.              |
| --  | Christian Ortiz    | Mediocampista | 17 años | Orense S. C.                 |
| --  | Bolívar Tobar      | Mediocampista | 16 años | C. S. Emelec                 |
| --  | Malcom Dacosta     | Mediocampista | 16 años | AFC Bournemouth              |
| --  | Jhosué Minda       | Mediocampista | 16 años | Liga Deportiva Universitaria |
| --  | Diego Monzón       | Mediocampista | 17 años | Real Zaragoza                |
| --  | Justin Lerma       | Mediocampista | 16 años | Independiente del Valle      |
| --  | Yaxi García        | Mediocampista | 16 años | Barcelona S. C.              |
| --  | Riquelme Angulo    | Delantero     | 17 años | Independiente del Valle      |
| --  | Edwin Quintero     | Delantero     | 15 años | Independiente del Valle      |
| --  | Alexander Legendre | Delantero     | 16 años | Stade Rennes F. C.           |
| --  | Randy Preciado     | Delantero     | 17 años | Manta F. C.                  |
| --  | Iker Mantilla      | Delantero     | 16 años | Real Zaragoza                |
| --  | Leao Tenorio       | Delantero     | 16 años | Delfín S. C.                 |
| --  | Juan Sánchez       | Delantero     | 16 años | Orense S. C.                 |

## Palmarés

### Torneos oficiales
| Competición             | Campeón   | Subcampeón          | Tercer lugar             | Cuarto lugar  |  |
| ----------------------- | --------- | ------------------- | ------------------------ | ------------- |  |
| Copa Mundial            |           |                     |                          |               |  |
| Campeonato Sudamericano |           | 1 ( 2023)           | 4 ( 1985,1986,2005,2015) | 2 (2011,2019) |  |
| Juegos Panamericanos    | 1 ( 2007) |                     |                          |               |  |
| Juegos Bolivarianos     |           | 3 ( 2009,2013,2017) | 1 ( 2005)                |               |  |
| Juegos Odesur           |           | 1 ( 2010)           | 1 ( 2014)                |               |  |